# Rodolfo Pini
Rodolfo Pini (1. januar 1926 i Montevideo – 31. maj 2000) var en uruguayansk fodboldspiller, der med Uruguays landshold vandt guld ved VM i 1950 i Brasilien. Han var dog ikke på banen i turneringen. I alt nåede han at spille syv kampe og score to mål for landsholdet.
Pini spillede på klubplan for Nacional i hjemlandet.